# 孙人和
孙人和（1894年—1966年11月），号蜀丞，江苏盐城人，中国词学家、词人。

## 生平
1894年生，毕业于北京大学国文系。1929年后历任中国大学国学系教授，北京师范大学、北京大学国文系讲师，民国大学教授，辅仁大学国文系名誉教授、北京古学院文学研究会研究员，河北大学、暨南大学教授。1952年6月被聘为中央文史研究馆馆员，1966年11月病故。

## 著作
著有《论衡举正》、《抱朴子校补》、《阳春集校证》、《吕氏春秋举正》、《吕氏春秋举正（续）》、《人物志举正》、《韩非子举正》、《鹖冠子举正》、《宁竫齐读书志》、《左宦漫录》、《墨子举正》、《三国志辨证》、《唐宋词选》、《花外集》（孙人和校本）。